# Richie Rich – Die Wunschmaschine
Richie Rich – Die Wunschmaschine ist ein amerikanischer Fernsehfilm aus dem Jahr 1998 des Regisseurs John Murlowski.

## Inhalt
Nachdem Richie Rich die Geschenke für die armen Kinder der Stadt unbeabsichtigt in die Luft gesprengt hat, drückt er fälschlicherweise den Wunsch aus, niemals in der von Professor Keanbean erfundenen Wunschmaschine geboren worden zu sein. Das Kind landet somit in einer alternativen Welt, in der er nie geboren wurde, niemand außer seinem Hund erkennt ihn. Mit der Hilfe von Professor Keanbean schafft es Richie schließlich nach Hause.

## Produktion
Das Langham Huntington Hotel und Spa in Pasadena, Kalifornien, wurde für Außenszenen der weitläufigen Rich Family Mansion genutzt. Die Innenlobby und das Gewölbe des stillgelegten Valuta-Bank-Gebäudes in der Innenstadt von Los Angeles wurden für die Szene genutzt, in der Richie die verfolgenden reichen Sicherheitsleute gefangen hält. Die Hintergrundmusik in ausgewählten Szenen wurde auch in Digimon, Casper: A Spirited Beginning und Casper Meets Wendy verwendet. Die Colonial Street in Universal City, die zuvor in The Munsters, Leave it to Beaver und The 'Burbs verwendet wurde, wird ebenfalls gezeigt.

## Synchronisation
| Rolle             | Schauspieler          | Synchronsprecher |
| ----------------- | --------------------- | ---------------- |
| Richard Rich      | Martin Mull           | Helmut Gauß      |
| Richie Rich       | David Gallagher       | Nicolás Artajo   |
| Gloria Glad       | Michelle Trachtenberg | Magdalena Turba  |
| Herbert Cadbury   | Keene Curtis          | Lothar Blumhagen |
| Professor Kenbeen | Eugene Levy           | Lutz Mackensy    |
| Sergeant Mooney   | Richard Riehle        | Alexander Herzog |
| Miss Peabody      | Kathleen Freeman      | Inge Wolffberg   |

## Kritik
„[...] Ein hausbackener Slapstick-Film, der seine verschiedenen Elemente uninspiriert und lieblos miteinander verbindet. Ein durch die Bank synthetisches Produkt, das noch nicht einmal zur vorweihnachtlichen Berieselung taugt.“